# Paroníquia

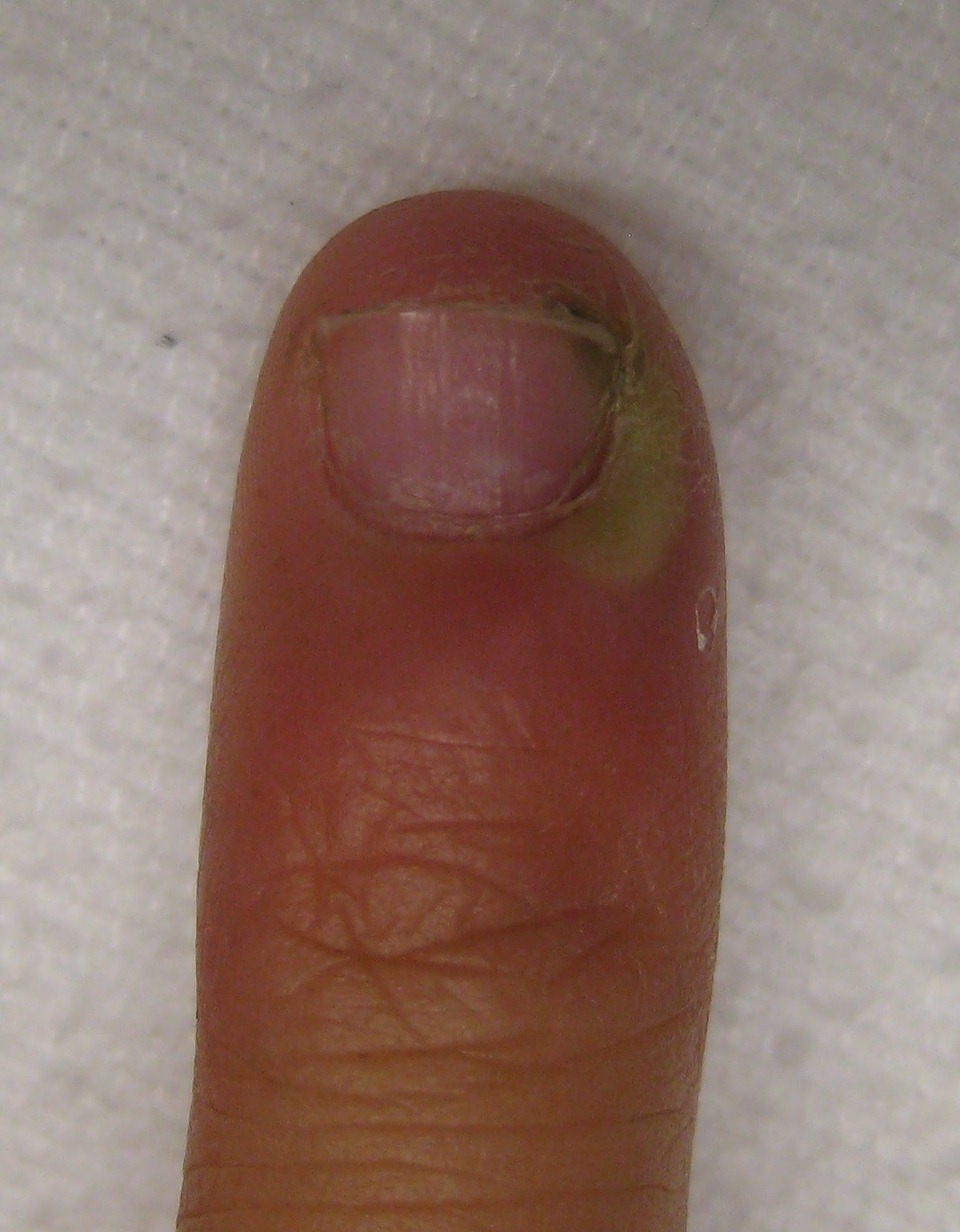
Parte de uma infecção cutícula secundária.

Paroníquia, panarício ou panariço é uma infecção da pele que rodeia a unha, habitualmente causada pela levedura Candida albicans e, mais raramente, por bactérias. Outros nomes para a infecção incluem a forma panariz, forma popular de panarício.
É uma situação frequente em mulheres com alteração da circulação dos dedos e cujo trabalho exige a introdução frequente das mãos em água. A paroníquia desenvolve-se também em diabéticos como uma doença que afecta a pele em volta da unha.
O tratamento faz-se com fungicidas ou antibióticos. É importante modificar as condições locais que condicionam a infecção, manter as mãos tão secas quanto possível (usando luvas de protecção em trabalhos em meio úmido ou molhado e secando completamente as mãos de cada vez que são lavadas).
Uma paroníquia aguda causa dor latejante, vermelhidão, calor e inchaço da pele ao redor da unha. É causada por bactérias. Em alguns casos, uma pequena quantidade de pus se junta debaixo da pele próxima à unha, ou debaixo da própria unha. Frequentemente, só uma unha é afetada. Esta deve ser tratada por antibióticos ou cirurgia de acordo com a orientação de um médico.
Uma paroníquia crônica normalmente causa sintomas menos intensos que uma paroníquia aguda. Geralmente, a área ao redor da unha fica sensível, vermelha e ligeiramente inchada; a cutícula fica machucada, se decompondo; e a pele ao redor da unha fica úmida. Várias unhas podem ser afetadas na mesma mão ao mesmo tempo. O médico tratará a infecção com medicamento antifúngico que é aplicado na pele, como o Clotrimazol ou o Cetoconazol. Você pode ter que aplicar o medicamento diariamente durante várias semanas.